# Harold Bolingbroke Mudie
Harold Bolingbroke Mudie (Londres, 30 gener de 1880 – Forges-les-Eaux (França), 6 gener de 1916) va ser un esperantista britànic. Va ser el primer president de l'Associació Mundial d'Esperanto.
Harold Bolingbroke Mudie va conèixer la llengua auxiliar internacional esperanto el 1902, probablement a partir de la revista The Review of Reviews. El novembre de 1903 va fundar la gaseta The Esperantist, gràcies a l'ajut financer de William Thomas Stead; no obstant això, la revista no va ser profitosa. El 1906 la revista es va unir a The British Esperantist i Mudie va formar part del seu comitè editorial. Va defensar la publicació del Nou Testament en esperanto. Va ser un ferm promotor de la llengua internacional en altres països, molts dels quals va visitar durant els Congressos Mundials d'Esperanto. De 1912 fins a 1916 va ser president de l'associació d'esperanto de Gran Bretanya. El 1908 havia esdevingut el primer president de l'Associació Mundial d'Esperanto, principal fet pel qual és conegut. També va ser membre del Lingva Komitato, precursor de l'actual Akademio de Esperanto.
Quan va començar la Primera Guerra Mundial, es va unir a l'exèrcit del seu país i de seguida va obtenir el grau de capità. El gener de 1916 va morir en un accident de cotxe a Forges-les-Eaux, França. Harold Bolingbroke Mudie està enterrat al cementiri d'aquest municipi francès. L'Associació Mundial Esperanto no tindria un nou president fins al 1919, quan va assumir el càrrec Hector Hodler.